# Deus caritas est
Deus caritas est (latín: Dios es amor) es la primera encíclica escrita por el papa Benedicto XVI, y trata el tema del amor cristiano. Fue promulgada el miércoles 25 de diciembre de 2005 en ocho idiomas (latín, español, inglés, francés, alemán, italiano, polaco y portugués). Esta encíclica versa, en un total de 42 párrafos, sobre los conceptos del eros (amor humano), agape (amor incondicional), logos λογος (la palabra), y su relación con las enseñanzas de Jesucristo. Se espera que, como su predecesor Juan Pablo II, la primera encíclica de Benedicto XVI defina el programa de su pontificado
Se afirma que la primera mitad de la encíclica fue completamente escrita por el mismo Benedicto XVI a mediados de 2005, y que la segunda parte está compuesta de escritos incompletos de su predecesor, el fallecido papa Juan Pablo II. El documento fue firmado por el mismo papa Benedicto XVI el día de Navidad, domingo 25 de diciembre de 2005. Algunas fuentes han atribuido la demora en la divulgación del documento a la dificultad de traducir el manuscrito original en alemán al latín; algunas otras, a ciertos debates en torno a la precisión que se quería brindar al documento. Es la primera encíclica que se publica después de que la Santa Sede decidiera poner copyright a todos los documentos papales.

## Título
El título de la encíclica fue tomado de la traducción latina de primera epístola de San Juan 4:16 (por ejemplo, la Vulgata). Esta es una traducción del original griego "Ο Θεός είναι αγάπη".  Según la traducción de Douay Rheims, el título debería traducirse Dios es Caridad en vez de Dios es Amor, como popularmente se ha tomado la traducción. Sin embargo, la Santa Sede usó la versión hispana de la Nueva Biblia Americana para la traducción, y en ella se puede leer en 1 Juan 4:16 Dios es amor.

## Estructura
La encíclica tiene más de 16000 palabras y se compone de 42 párrafos, estructurados en dos partes, incluyendo también una introducción y una conclusión.
- Introducción (1)
- Primera parte: La unidad del amor en la creación y en la historia de la salvación (2-18)
  - Un problema de lenguaje (2)
  - "Eros" y "agapé", diferencia y unidad (3-8)
  - La novedad de la fe bíblica (9-11)
  - Jesucristo, el amor de Dios encarnado (12-15)
  - Amor a Dios y amor al prójimo (16-18)
- Segunda parte: El ejercicio del amor por parte de la Iglesia como "comunidad de amor" (19-39)
  - La caridad de la Iglesia como manifestación del amor trinitario (19)
  - La caridad como tarea de la Iglesia (20-25)
  - Justicia y caridad (26-29)
  - Las múltiples estructuras de servicio caritativo en el contexto social actual (30)
  - El perfil específico de la actividad caritativa de la Iglesia (31)
  - Los responsables de la acción caritativa de la Iglesia (32-39)
- Conclusión (40-42)

## Contenido

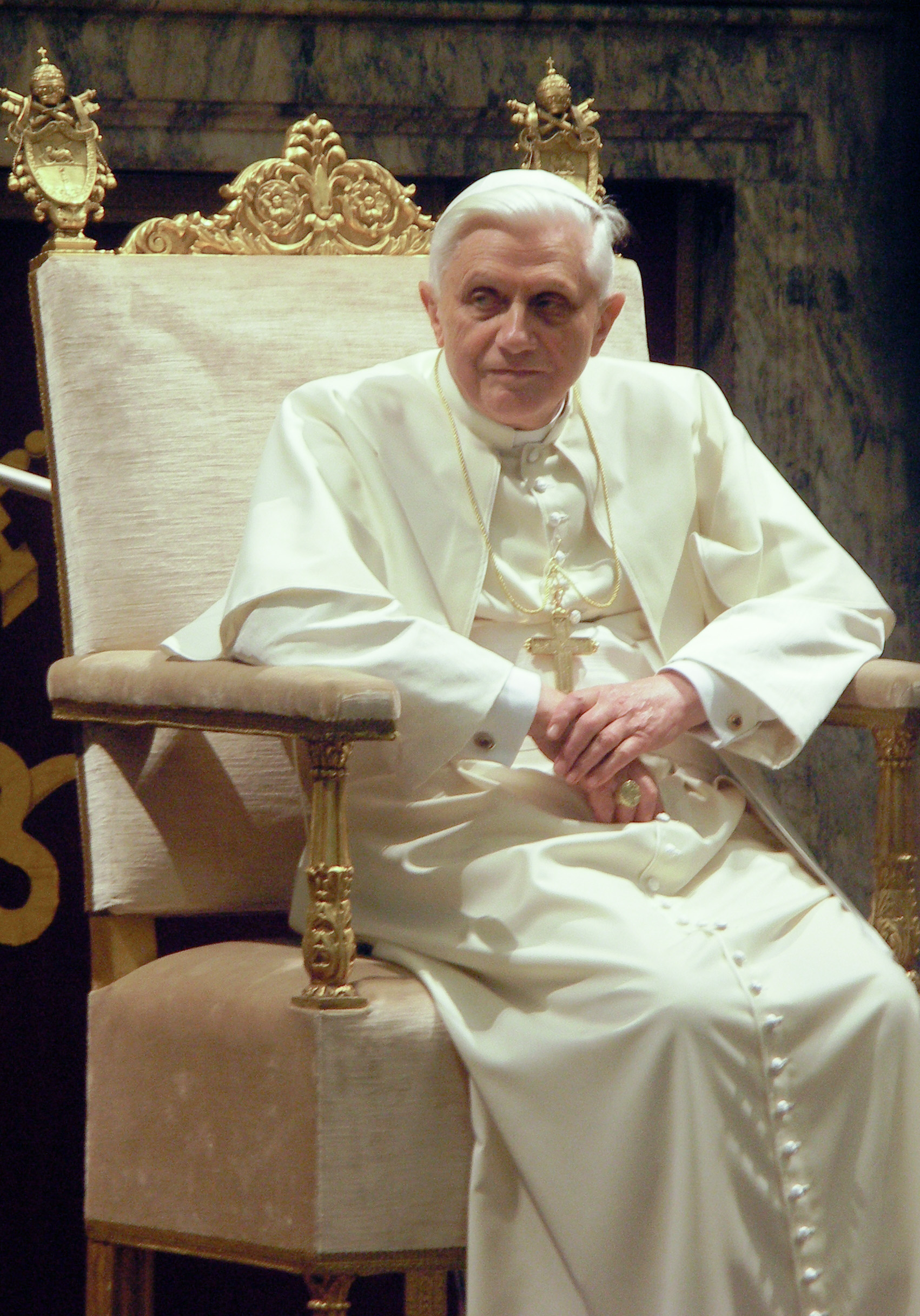
Papa Benedicto XVI.

Empieza afirmando que la expresión Dios es Amor, es el centro de la fe cristiana. En 42 párrafos, que abarcan 70 páginas, la encíclica hace una reflexión sobre los conceptos de eros (amor sexual), agape (amor incondicional), logos λογος (la palabra), y su relación con las enseñanzas de Jesucristo. El documento explica que el eros corre el riesgo de ser degradado a la simple cópula, si no está compensado por un elemento de la espiritualidad cristiana. La opinión de que el eros es inherentemente bueno contradice el punto de vista expresado por el obispo luterano Anders Nygren, en su libro Eros y Agape, publicado a principios del siglo XX, donde agape es la única verdadera forma de amor cristiano, mientras que el eros (expresión de los deseos de un individuo) nos aleja de Dios. El papa mantiene que no se ha de rechazar el amor erótico pero sí sanearlo para que alcance su verdadera grandeza. Cuanto más se encuentran eros y agape, la justa unidad en la única realidad del amor, tanto mejor ser realiza la verdadera esencia del amor.
La primera mitad de la encíclica es más filosófica, estableciendo y delimitando el significado de la palabra amor. Al considerar el eros, nos remite a una verso en la línea 69 del libro X de las Églogas de Virgilio: Omnia vincit amor, et nos cedamus amori ("El amor todo lo vence, dejémonos vencer por él"), y a la opinión del filósofo Friedrich Nietzsche en la cual el Cristianismo ha dado de beber veneno a Eros, convirtiéndolo en vicio. Se refiere, de igual modo, al amor conyugal tal como está expuesto en el Cantar de los Cantares, y hace un análisis de los pasajes de la primera Epístola de San Juan que inspiraron el título. También critica que el amor ha sido reducido a puro sexo, para comercializarlo.
La segunda mitad, basada en un informe preparado por el Consejo Pontificio Cor Unum, es más práctica, y considera las actividades caritativas de la Iglesia como una expresión de amor, refiriéndose a su triple responsabilidad: la proclamación de la Palabra de Dios (kerygma-martyria, el carisma), la celebración de los sacramentos (leitourgia, la liturgia), y el ejercicio del ministerio de la caridad (diakonia, la diaconía o el diaconado). En este ámbito afirma que la Iglesia no puede quedarse al margen de la lucha por la justicia, pero su tarea no es la política sino el servicio del amor desinteresado. El párrafo final está inspirado en la Divina Comedia de Dante Alighieri (particularmente en el último canto de Paraíso, el cual finaliza en la Luz interminable que es Dios mismo, la Luz que es al mismo tiempo el Amor que mueve al Sol y a las otras estrellas), concluyendo al considerar el ejemplo de los santos y al elevar una oración a la Virgen María.

## Análisis digital del texto
El análisis del texto del documento con un recurso de Procesamiento de Lenguaje Natural (Voyant tools) revela que el corpus contiene un total de 16 257 palabras y 3 156 términos únicos, con un promedio de 26,7 palabras por oración.
Los 10 términos más frecuentes en el corpus son: amor (226); Dios (192); Iglesia (86); hombre (76); caridad (47); mundo (42); fe (38); prójimo (38); servicio (38) y eros (33).
La siguiente imagen representa una nube de palabras con los 100 términos más frecuentes, donde el tamaño de cada término es proporcional a la frecuencia con que aparece en el texto:
La distribución a lo largo del documento de los 5 términos más frecuentes puede visualizarse en la siguiente imagen, donde el documento se divide en 10 partes para facilitar la localización:

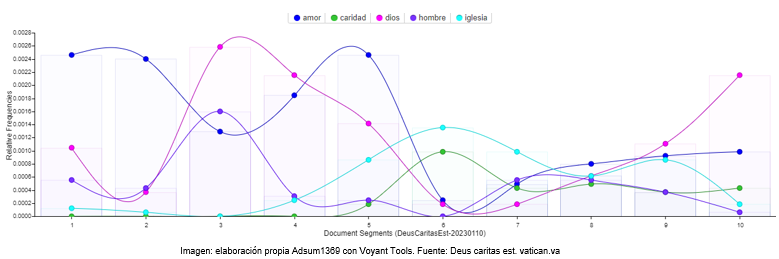
Deus caritas est Benedicot XVI. Gráfico de tendencias de los 5 términos más utilizados dentro del documento

En el gráfico siguiente  se pueden visualizar las concordancias entre sí de los términos más utilizados, donde el grosor de las líneas que unen las términos es proporcional a la frecuencia en que las palabras aparece cercanas:

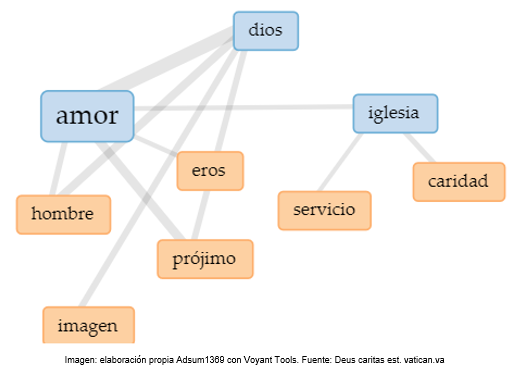
Encíclica Deus caritas est de Benedicto XVI. Gráfico de concordancias entre los términos más utilizados

## Otros eventos
En una audiencia llevada a cabo el miércoles 18 de enero de 2006, el papa Benedicto XVI dijo que se discutiría el concepto del amor "en sus más variadas dimensiones, desde el amor entre un hombre y una mujer hasta el amor que profesa la Iglesia católica por los demás en sus expresiones de caridad". La Santa Sede, por medio del Consejo Pontificio Cor Unum, auspició una conferencia en Roma para debatir los temas de la encíclica, los días lunes 23 y martes 24 de enero de 2006.